# 安德爾森島
67°26′S 63°22′E / 67.433°S 63.367°E
安德爾森島（英語：Andersen Island）是南極洲的島嶼，位於麥克羅伯特森地，屬於羅賓遜島群的一部分，處於托爾高特島以西7公里和柴爾德岩以東4公里。